# Бендзяки
Бендзяки (пол. Będziaki) — село в Польщі, у гміні Чарноцин Казімерського повіту Свентокшиського воєводства.
Населення — 203 особи (2011).

## Демографія
Демографічна структура на день 31 березня 2011 року:
|          | Загалом | Допрацездатний вік | Працездатний вік | Постпрацездатний вік |
| -------- | ------- | ------------------ | ---------------- | -------------------- |
| Чоловіки | 109     | 14                 | 78               | 17                   |
| Жінки    | 94      | 12                 | 56               | 26                   |
| Разом    | 203     | 26                 | 134              | 43                   |